# San Fernando, Chiapas
San Fernando là một đô thị thuộc bang Chiapas, México. Năm 2005, dân số của đô thị này là 29543 người.